# Палмерстон (Северная территория)
Палмерстон (англ. Palmerston) — город-спутник австралийского Дарвина, располагающийся неподалёку от одноимённой бухты. С населением 33 695 человек (2016 год), Палмерстон — второй по численности и наиболее динамично развивающийся город Северной Территории. Палмерстон состоит из 18 районов, 10 из которых образуют центр города. В северной части расположены два индустриальных района.
Также как и в остальных северных городах Австралии, климат Палмерстона тропический, с характерными сухим и дождливым сезонами. Известность город получил благодаря большому числу молний, сопровождающих дождливый сезон.

## История

### С 1864 по 1911
В XIX веке роль основного властного органа Северной Территории выполняло Правительство Южной Австралии. С его подачи в 1864 году в качестве имени для новой столицы было выбрано название Палмерстон, в честь Лорда Палмерстона — премьер-министра Великобритании в 1855 году. Первоначальное место для строительства города было выбрано тогдашним генерал-губернатором Южной Австралии Бойлом Тревисом Финниссом в 1864 году в районе устья реки Аделаида, на побережье залива Адама на западной стороне Мыса Хотам. Однако в 1867 году идея с постройкой нового города была заброшена. Через два года в 1869 году генерал Джордж Гойдер предложил построить город близ бухты Порт-Дарвин. После вхождения Северной Территории в состав Австралийского Содружества в 1911 году, Палмерстон был официально переименован в Дарвин.

### С 1971 по настоящее время
В 1971 году Австралийское Правительство приобрело землю для строительства города-спутника Дарвина. Место будущей постройки было выбрано рядом с существующими транспортными коридорами. Решение приступить к освоению новой земли было принято в 1980 году. В качестве названия города было выбрано историческое имя — Палмерстон. Планирование и строительство было поручено вновь образованной администрации Палмерстона.
Строительство города началось в начале 1980-х годов. Пригороды Палмерстона были построены в несколько этапов. Первыми были построены районы Драйвер и Грей. Город продолжал расти в течение 1990-х годов, присоединяя все новые районы. В настоящий момент прирост населения Палмерстона по-прежнему остается самым высоким в Северной Территории.
К 2001 году население города насчитывало в общей сложности 21 000 человек. Рост населения Палмерстона, как ожидается, продолжится и в ближайшие 10 — 15 лет составит более 40 000 человек. Изначально предполагалось, что на территории Палмерстона будут размещаться 50 000 жителей, однако текущие тенденции показывают, что реальная цифра будет чуть ниже 42 000.

### Достопримечательности
Главной достопримечательностью Палмерстона является водонапорная башня, которая обеспечивает жителей питьевой водой. Помимо этого, на востоке города расположены природные прогулочные зоны.

## География

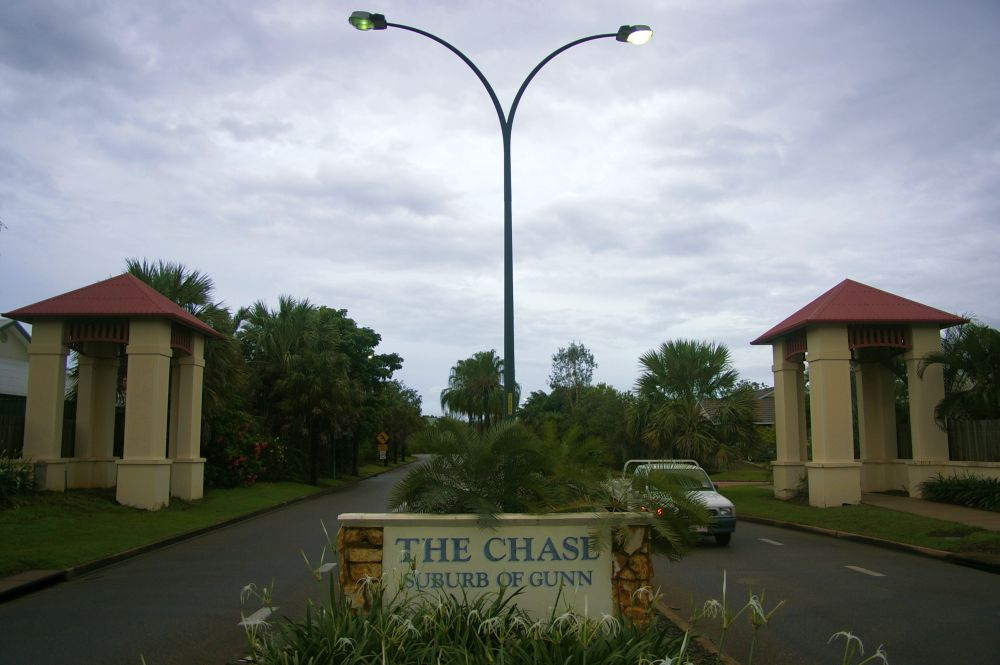
Въезд в район Ганн

Палмерстон располагается в 21 километре на юго-восток от города Дарвин, между промышленными районами Дарвина и городом Говард-Спрингс. Через город проходит шоссе Стюарт Хайвэй, соединяющее Дарвин и Порт-Огаста — один из сегментов австралийской трансконтинентальной сети шоссе Хайвэй 1.

### Районы

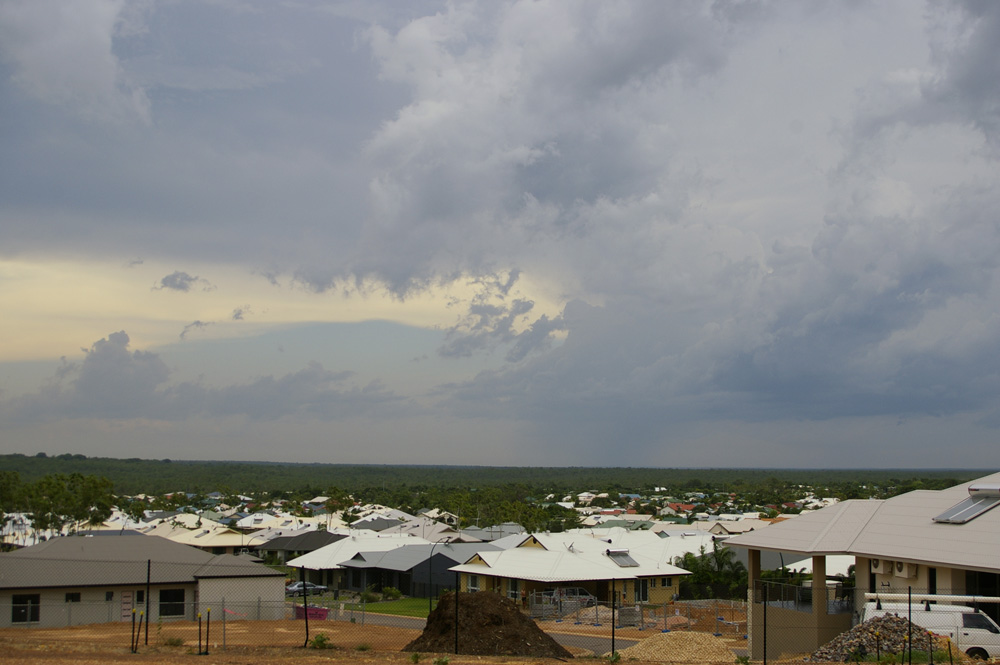
Район Фаррар

Изначально город состоял из трёх районов — Палмерстон (англ. Palmerston CBD), Драйвер (англ. Driver) и Грей (англ. Gray). В 1983 году к нему присоединились районы Молден (англ. Moulden) и Вудрофф (англ. Woodroffe). Позднее к городу присоединились сельские районы Марлоу Лагун (англ. Marlow Lagoon) и Арчер (англ. Archer), а также промышленные зоны Яррауонга (англ. Yarrawonga) и Пайнлендс (англ. Pinelands). Динамичный рост города способствовал строительству новых районов: Роузбери (англ. Rosebery), Бейквелл (англ. Bakewell), Ганн (англ. Gunn), Дьюрак (англ. Durack) и Фаррар (англ. Farrar).
Районы Дьюрак и Ганн также имеют неофициальные названия: «Fairway Waters» («Водный Фарватер») из-за большого количества искусственных водоемов и «Chase» («Погоня»).
В 2009 года стартовал проект по расширению города на юго-восток за счет дополнительных участков в районах Арчер, Белламак (англ. Bellamack), Джонстон (англ. Johnston), Зукколи (англ. Zuccoli) и Митчел (англ. Mitchell). Это позволит увеличить число жителей на 14000 человек. Первым из новых районов стал Белламак.

## Климат
Климат Палмерстона тропический с характерными сухим и влажным сезонами. Сухой сезон длится в период с мая по сентябрь. Наиболее холодными месяцами являются июнь и июль, во время которых дневная температура может колебаться от 19 °C до 30 °C. В сезон дождей нередки тропические циклоны. Основное количество осадков выпадает в период с декабря по март. Муссонные дожди сопровождает большое количество молний. Влажность воздуха в этот период достигает 70 %.
| Показатель                                | Янв.  | Фев.  | Март  | Апр.  | Май  | Июнь | Июль | Авг. | Сен. | Окт. | Нояб. | Дек.  | Год    |
| ----------------------------------------- | ----- | ----- | ----- | ----- | ---- | ---- | ---- | ---- | ---- | ---- | ----- | ----- | ------ |
| Абсолютный максимум, °C                   | 35,6  | 36,0  | 36,0  | 36,7  | 36,0 | 34,5 | 34,8 | 36,0 | 37,7 | 38,9 | 37,3  | 37,0  | 36,4   |
| Средний максимум, °C                      | 31,8  | 31,4  | 31,9  | 32,7  | 32,0 | 30,6 | 30,5 | 31,3 | 32,5 | 33,2 | 33,2  | 32,6  | 32,0   |
| Средний минимум, °C                       | 24,8  | 24,7  | 24,5  | 24,0  | 21,1 | 19,9 | 19,3 | 20,4 | 23,0 | 25,0 | 25,3  | 25,3  | 23,2   |
| Абсолютный минимум, °C                    | 20,2  | 17,2  | 19,2  | 16,0  | 13,8 | 12,1 | 10,4 | 13,2 | 14,3 | 19,0 | 19,3  | 19,8  | 16,2   |
| Норма осадков, мм                         | 420,4 | 362,7 | 323,8 | 100,3 | 20,7 | 2,0  | 1,3  | 5,4  | 15,3 | 68,5 | 140,4 | 246,2 | 1714,7 |
| Источник: Австралийское бюро метеорологии |       |       |       |       |      |      |      |      |      |      |       |       |        |

## Население
Согласно переписи 2006 года, на территории Палмерстона в 9000 домах проживает 23 614 человек. Средний возраст жителей — 28 лет. 18,9 % жителей Палмерстона — дети в возрасте от 5 до 14 лет, 47,1 % — взрослые люди в возрасте от 25 до 54 лет. 74,8 % жителей Палмерстона — австралийцы. 2,9 % — англичане, 1,9 % — новозеландцы, 1,2 % — филиппинцы, 0,6 % — выходцы из Папуа — Новой Гвинеи, 0,5 % — с Восточного Тимора.
Большинство жителей Палмерстона — атеисты (25,9 %). 22,3 % составляют католики, 15,1 % — англикане, 5,1 % — прихожане Объединённой Церкви Австралии, 1,8 % — пресвитерианцы.
Население города составляет четверть общего населения Дарвина и Палмерстона и 11,7 % от общего числа жителей Северной Территории.

### Демографический рост
Палмерстон наравне с Дарвином является одним из наиболее динамично развивающихся городов не только Северной Территории, но и Австралии в целом. Палмерстон является лидером по демографическому росту в Северной Территории. С увеличением территории города на 5 %, его население вырастает на 1300 человек. Наиболее заметный прирост населения произошёл в районах Фаррар, Роузбери, Марлоу Лагун, а также в районах Ганн и Палмерстон.
По прогнозам к 2016 году население Палмерстона по численности достигнет половины населения Дарвина. А общее число жителей Палмерстона и пригородов будет лишь на 2000 человек меньше населения города Дарвин.

## Управление

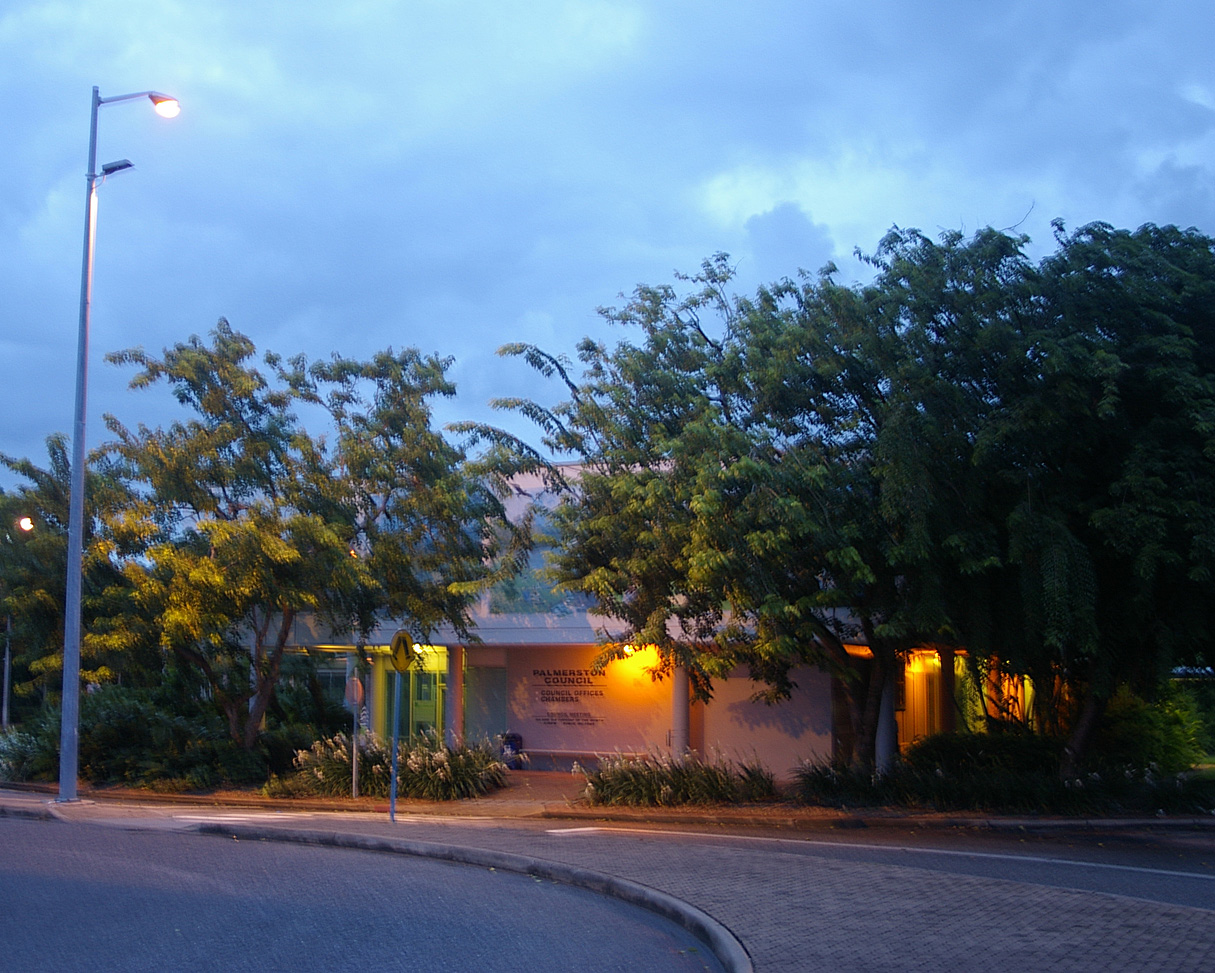
Городской Совет Палмерстона

Палмерстон и его пригороды образуют Орган Местного Самоуправления — Город Палмерстон. Городской Совет был создан в 1985 году. Здание Совета расположено в центре города.
Городской Совет подчиняется закону о местном самоуправлении от 1993 года. Совет состоит из восьми избранных членов, мэра, заместителя мэра и шести старейшин города. Совет не имеет разделения на палаты. Мэр Палмерстона — Роберт Маклеод, который был назначен на этот пост после отставки предыдущего мэра Аннет Берк.
В Законодательном Собрании Правительства Северной Территории Палмерстон представлен представителями четырёх районов. Три места занимает либеральная партия, одно место — независимый кандидат. исторически сложилось, что Палмерстон являлся оплотом консерватизма, а кандидаты от аграрной либеральной партии выигрывали с большим перевесом. Представители Лейбористов выиграли выборы лишь один раз. Случившийся в 2005 году оползень и поднявшаяся вокруг него шумиха, позволили лейбористам одержать победу в двух из четырёх районов. Однако уже в 2008 году эти места вернулись к аграриям.
В Палате Представителей Палмерстон представлен одним депутатом, который является представителем избирательного округа Solomon — Палмерстона и Дарвина. Нынешний депутат Наташа Григгс является жителем и бывшим членом Городского Совета Палмерстона.

## Экономика
Работоспособное население Палмерстона составляет 12 945 человек. процент безработных — 2,3 %, что ниже среднего значения в 4,3 % в Северной Территории.
Наибольшее число работоспособного населения заняты в административном секторе и в сфере безопасности — 21,3 %. В секторе торговли работает 9,2 % населения, в строительстве — 6,9 %, в социальной сфере и здравоохранении — 6,4 %. В сфере образования и спорта заняты 6,4 %. Общее число предприятий малого и среднего бизнеса составляет 1410, при этом 57 % из них не функционируют.
В Палмерстоне фиксируются постоянно растущие цены на жилье. В среднем этот показатель увеличивается на 5,3 % в год. Цена за средний дом в городе колеблется от AU$ 300 000 до AU$ 395 000. Количество свободной земли составляет 0,9 % (против 0,5 % в Дарвине). В целом в Палмерстоне продается половина от общего числа свободной земли Северной Территории.
В Палмерстоне работает два крупных торговых центра — Palmerston Shopping Centre и Palm City Oasis. На территории PSC представлены крупнейшие ритэйлеры — Coles и Target. В Palm City Oasis расположен супермаркет Woolworths и ещё 18 магазинов. Помимо этого на территории районов Палмерстона работает несколько небольших торговых центров.

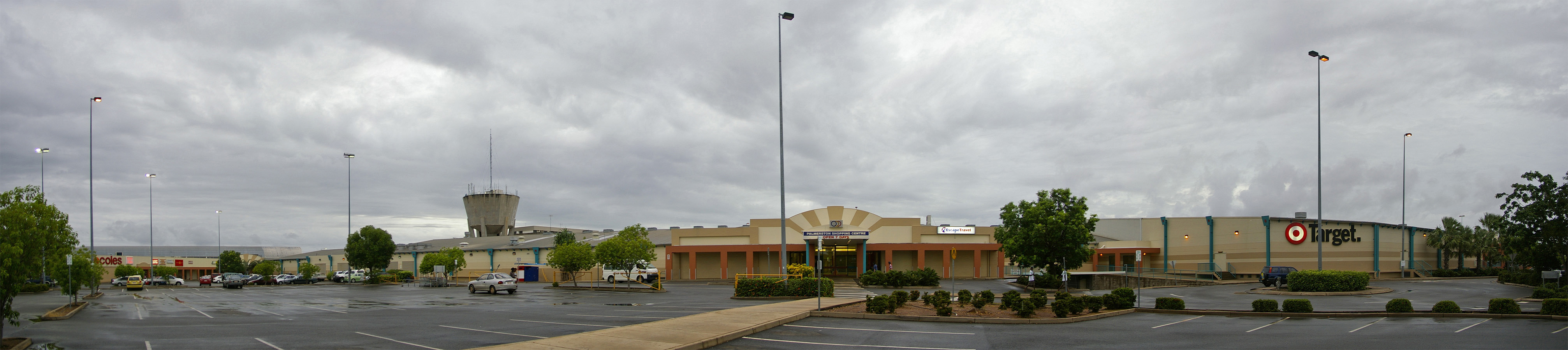
«Торговый центр Палмерстона»

## Инфраструктура

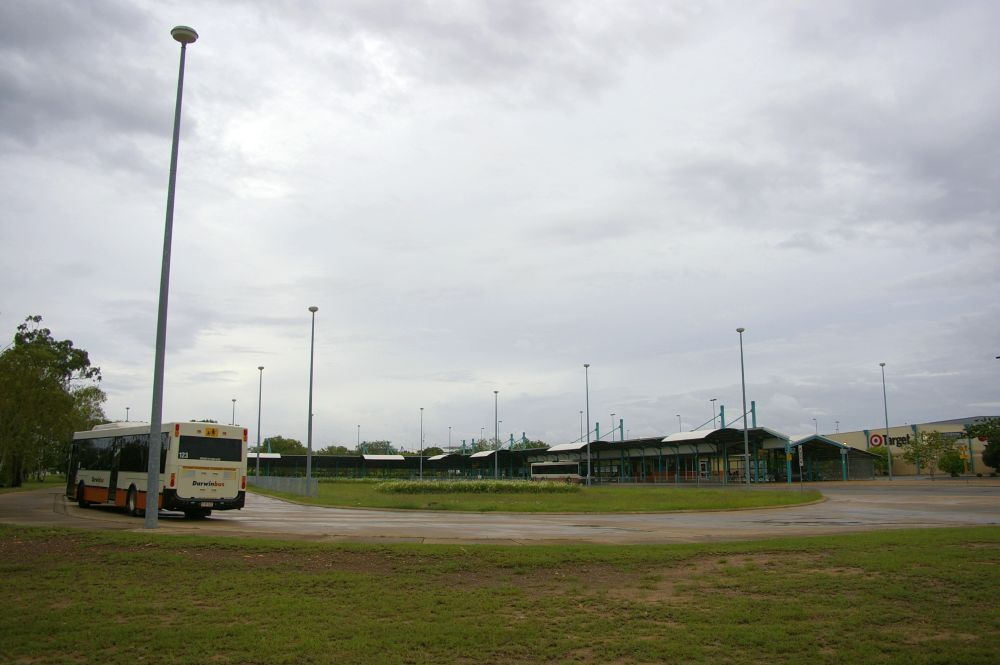
Автобусная станция Палмерстона

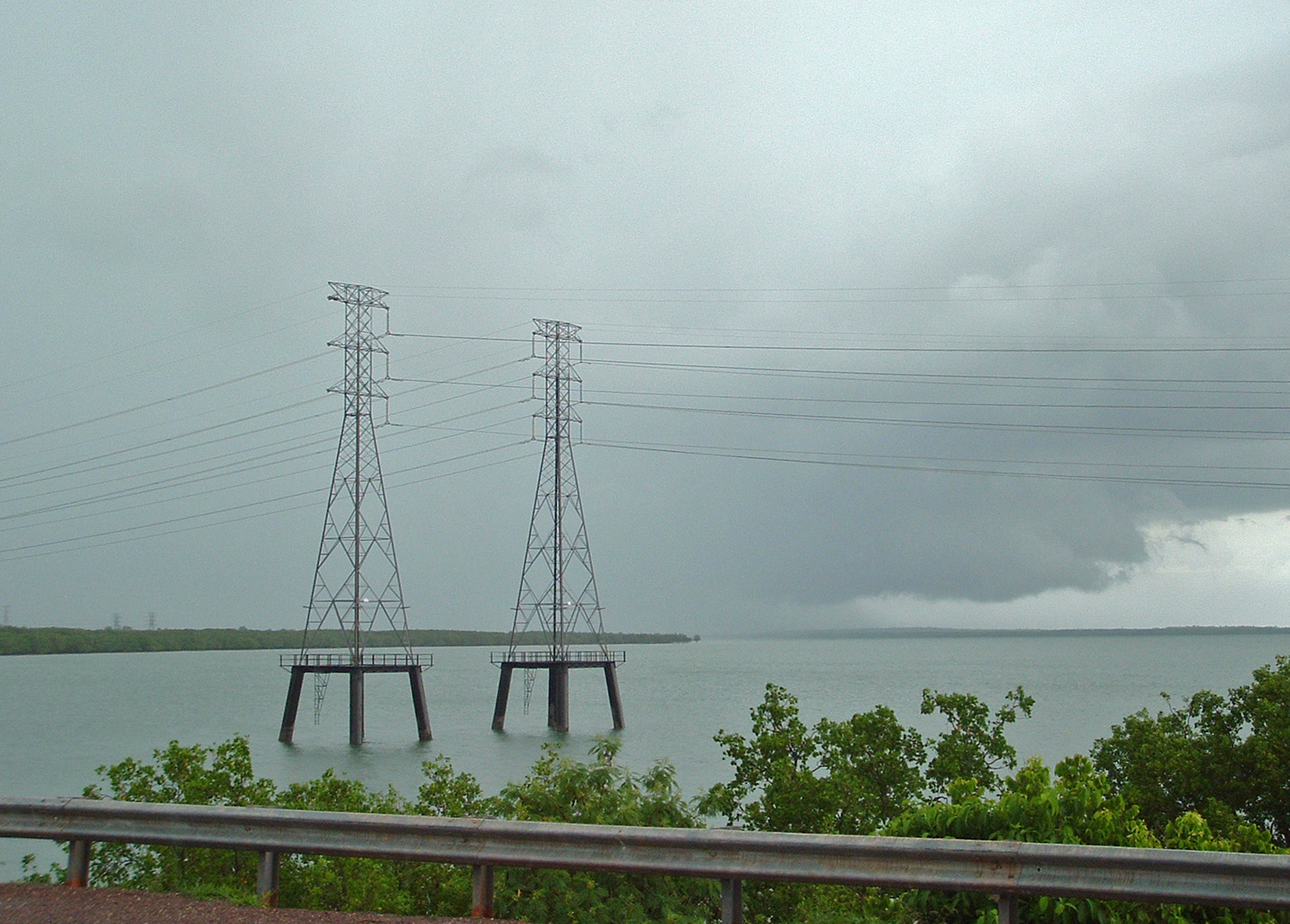
Электростанция «Channel Island»

### Здравоохранение
В Палмерстоне нет центральной государственной больницы. Тем не менее, в городе существует центр здоровья Palmerston Health Precinct, который включает в себя отделения педиатрии, стоматологии, неотложной помощи. Также существует семь медицинских центров общей практики, четыре из которых работают круглосуточно.

### Транспорт
Палмерстон располагает более 30 км велодорожек, большинство из которых имеют электрическое освещение.
В Палмерстоне расположена автобусная станция. Автобусная компания Darwinbus осуществляет перевозки между Палмерстоном, Дарвином и пригородами.
Ближайший к Палмерстону аэропорт — Международный аэропорт Дарвина, расположенный примерно в 20 минутах от города. Австралийские авиакомпании Qantas, Jetstar Airways, Airnorth, Virgin Australia осуществляют ежедневные перелеты в крупнейшие города штатов Квинсленд, Новый Южный Уэльс, Виктория, Западная и Южная Австралия, а также в города Северной Территории. В настоящий момент прямое авиа сообщение отсутствует со столичной территорией и островом Тасмания. Также осуществляются международные рейсы в Восточный Тимор, Индонезию, Сингапур и Вьетнам.
Палмерстон обслуживают службы такси и микроавтобусов, располагающиеся в Дарвине.

### Коммунальные предприятия
Основным предприятием в Палмерстоне, отвечающим за водоснабжение, коммунальное обслуживание и электроснабжение, является Power and Water Corporation. Государственное предприятие принадлежит Правительству Северной Территории.
Крупнейшая в Северной Территории электростанция Channel Island Power Station обеспечивает электричеством Палмерстон и его пригороды.

## Образование

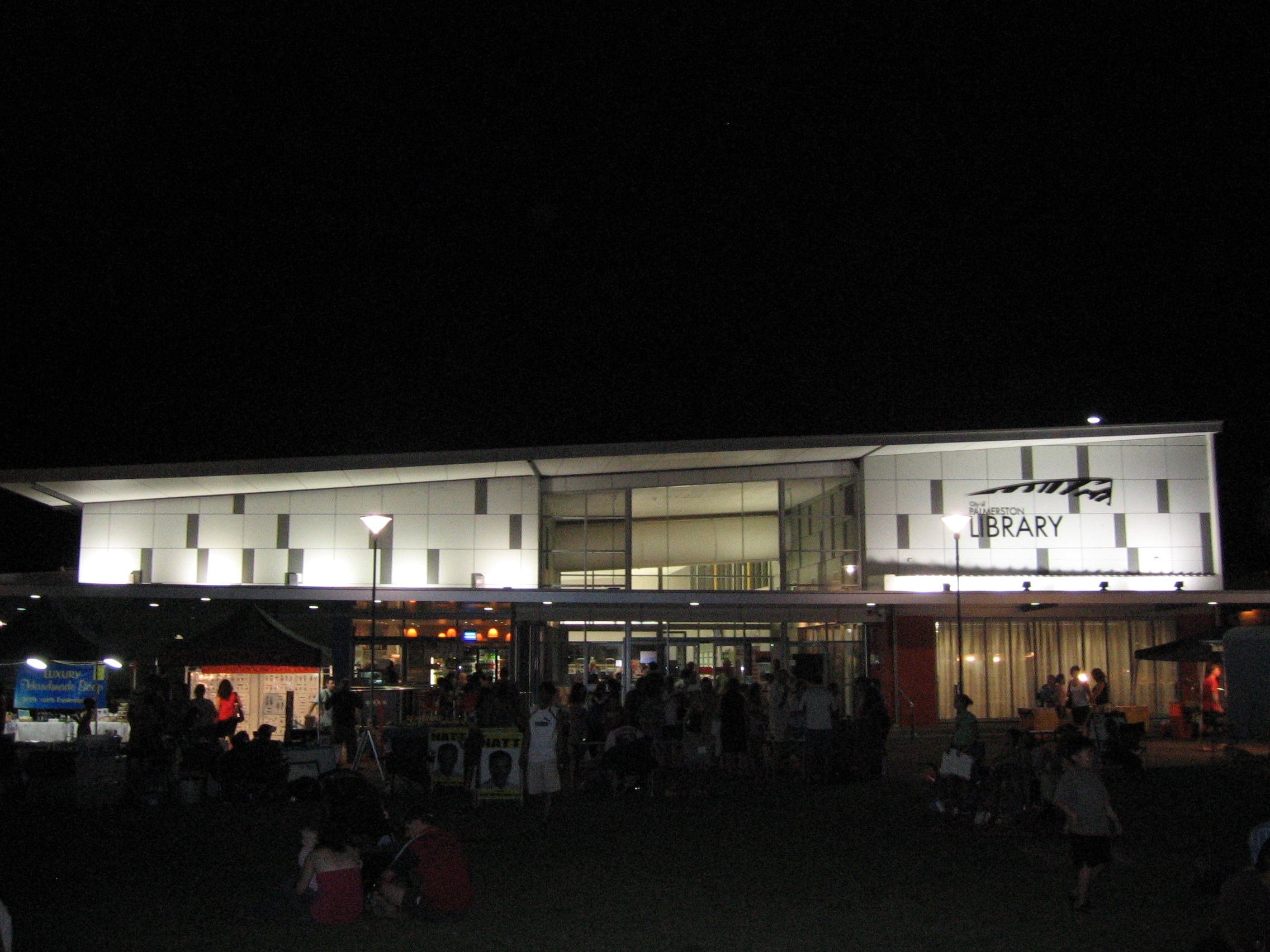
Городская библиотека Палмерстона

### Дошкольное, начальное и среднее образование
На территории Палмерстона расположены восемь начальных школ и две средние школы. Также в городе работают три частные школы. По результатам переписи населения в школах обучается 5867 учеников, 2942 из которых — ученики начальной школы, 1292 — средней школы. 3100 учеников обучаются в государственных школах, 509 — в католических, 625 — в частных школах.
В 2008 году правительство Северной Территории потратило AU$ 48,8 млн на строительство двух школ для 1450 учеников в районе Роузбери. Также планируется открытие начальной школы в новом районе Зукколи.

### Высшее и профессиональное образование
Кампус Университета Чарльза Дарвина расположен в районе Дьюрак. В кампусе располагаются Школа туризма (англ. School of Tourism and Hospitality), а также Школа землеустройства и земельного кадастра (англ. School of Conservation and Land Management). Высшее и профессиональное образование получают 4318 человек, из них непосредственно студентов — 247, 4071 человек обучаются на различных курсах и факультативах.

## Средства массовой информации
Местный таблоид Palmerston Sun издается еженедельно издательством News Corporation. Также ежедневно выходит в свет другой таблоид — The Northern Territory News. Помимо этого, еженедельно выходят газеты The Sunday Territorian и воскресный выпуск газеты The Northern Territory News. Также, в Палмерстоне доступно большинство крупных австралийских изданий, которые распространяются ежедневно.
Помимо собственных средств массовой информации в Палмерстоне работают основные телеканалы Дарвина, включающие три коммерческих телеканала — Southern Cross Darwin, Channel Nine Darwin и Darwin Digital Television, а также два государственных телеканала — ABC и SBS Television. В Палмерстоне также доступно спутниковое и кабельное телевидение, предоставляемое оператором Austar.
В Палмерстоне принимают большинство радиостанций Дарвина, в том числе ABC Local Radio (105.7FM), Radio National (657AM), ABC Classic FM (107.3FM) и Triple J (103.3FM).

## Спорт и развлечения
В АФЛ Северной Территории Палмерстон представлен командой Magpies («Сороки»). Домашним стадионом команды является Archer Sporting Complex. Результаты команды в АФЛ довольно высоки. Помимо австралийского футбола, на территории спорткомплекса проводятся матчи по софтболу и регби. Archer Sporting Complex домашняя арена для софтбольной команды Palmerston Pirates и команды по регби Palmerston Raiders.
Палмерстон имеет свою команду по футболу Palmerston SC, которая играет в Северной Зоне Австралийского Чемпионата по футболу. На Юниверсити авеню располагается скейтпарк, финансируемый Городским Советом. Неподалёку от парка расположен Олимпийский бассейн и спортивный зал. На Элизабет-ривер проводятся чемпионаты по гребле на маломерных судах. Палмерстон представлен двумя командами — Box Jellyfish и Crocodiles.
На территории Палмерстона и пригородов расположено большое количество парков с зонами для пикников.